# Ledce (ort i Tjeckien, Plzeň)
Ledce är en ort i Tjeckien.   Den ligger i regionen Plzeň, i den västra delen av landet, 80 km väster om huvudstaden Prag. Ledce ligger 364 meter över havet och antalet invånare är 680.
Terrängen runt Ledce är lite kuperad. Runt Ledce är det mycket tätbefolkat, med 1 266 invånare per kvadratkilometer. Närmaste större samhälle är Plzeň, 9,0 km söder om Ledce. Trakten runt Ledce består till största delen av jordbruksmark.